# نوكيا 2310
نوكيا 2310 هو أحد أجهزة نوكيا، شركة الهواتف والتقنية النقالة. يأتي هذا الجهاز مع شاشة نوعها 96 * 68 16-بت (65536) لون. تم إصدار هذا الجهاز في 2006. أما بالنسبة لوضعية إنتاجه الحالية فلا يزال يُنتج. تقنيته/تردده هي النظام العالمي للإتصالات المتنقلة. جيل الجهاز هو DCT4+. عامل الشكل (التصميم) للجهاز هو "قطعة حلوى.
مواصفات
التقيـــماتالمواصفــاتالتعليــقات
عــــام
شبكة الجيل الثاني
GSM 900 / 1800
تاريخ الإعلان
2006, March
العلامة التجارية
نوكيا
الحالة
Discontinued
اسم المنتج
2310
الشــاشة
الحجم
96 x 68 pixels, 4 lines, 1.5 inches (~78 ppi pixel density)
النوع
CSTN, 65K colors
- Themes, wallpapers, screensavers
الذاكـــــرة
سجل المكالمات
10 dialed, 10 received, 10 missed calls
الداخلية
4 MB
دليل الهاتف
200 entries
البطـــارية
وضعية التأهب
Up to 400 h
الحدبث
Up to 6 h
Standard battery, Li-Ion 970 mAh (BL-5C)
الحجـــــم
الأبعاد
105.4 x 43.9 x 19.1 mm
الوزن
85 غرام
الصـــوت
3.5mm jack
لا يوجد
أنواع التنبية
Vibration; Downloadable polyphonic ringtones
مكبر الصوت
يوجد
ممـــيزات
الألوان
Red, Blue, White
الألعاب
3 - Nature Park, Snake Xenia, Bounce
اللغات
Most major European and Asian
المراسلة
SMS
الراديو
FM radio
- Predictive text input
- Calculator
- Stopwatch
- Picture messaging